# Michael Volkmer (General)
Michael Volkmer (* 1963) ist ein deutscher Brigadegeneral der Luftwaffe der Bundeswehr und seit Oktober 2022 erster Kommandeur des Zentrums Digitalisierung der Bundeswehr und Fähigkeitsentwicklung Cyber- und Informationsraum in Bonn.

## Leben
Volkmer ist Diplom-Wirtschaftsinformatiker. Er war 2015 Chef des Stabes des Betriebszentrums IT-System der Bundeswehr in der Tomburg-Kaserne in Rheinbach und Anfang 2022 Referatsleiter CIT II 1 im Bundesministerium der Verteidigung.
Volkmer ist verheiratet und hat zwei Kinder. Er ist Mitglied des Präsidiums der Deutschen Gesellschaft für Wehrtechnik.